# Barbara Kruger
Pour les articles homonymes, voir Kruger.
Barbara Kruger, née le 26 janvier 1945 à Newark (New Jersey) aux États-Unis, est une artiste conceptuelle américaine. Elle vit entre New York et Los Angeles, où elle travaille également. Elle a été rendue célèbre grâce à ses photos-montages de photographies de presse en noir et blanc juxtaposées avec des slogans concis et agressifs, rédigés en blanc sur fond rouge, dans des polices telles que Futura Bold Oblique ou Helvetica Ultra Condensé.

## Biographie
Elle étudie pendant un an à l’université de Syracuse et y développe un intérêt pour les arts visuels, le design graphique, la poésie et l’écriture. Puis elle fréquente la Parson School of Design à New York en 1965 avec Diane Arbus et Marvin Israël (artistes/photographes). Elle y suit une formation professionnelle de graphiste publicitaire. Puis, en 1966, elle travaille comme graphiste à la Condé Nast Publications, qui publie les revues « Mademoiselle » et « Vogue », en tant que concepteur d’entrée de gamme ; elle est promue à la tête des concepteurs un an plus tard. Elle travaille ensuite en tant que graphiste, directrice artistique et éditrice d’image dans les départements d’art « Maison et jardin ». Barbara Kruger a été fortement influencée par son expérience professionnelle dans la conception, en tant que graphiste, comme d’autres artistes tels que Andy Warhol. Elle a enseigné à l’Art Institute of Chicago et l’université de Californie à Berkeley, et est actuellement professeur à l’université de Californie à Los Angeles.

## Style et démarches artistiques

### Influence de sa carrière professionnelle
Barbara Kruger exécute depuis 1981 des photomontages. Dans son travail, elle détourne l’image publicitaire sur des sujets de société de consommation. Ce sont des réalisations en grand format accompagnées d’un slogan choc, écrit en caractère d’imprimerie. L’utilisation de la couleur est en général limitée à trois : blanc, noir, rouge et différents tons de gris.
Elle mixe des photographies de sources existantes avec des textes concis et agressifs (slogan marquant) qui impliquent le spectateur sur des sujets de société de consommation. On retrouve aussi ces slogans dans l’espace public, tels que « Imperfect Utopia » de Barbara Kruger & Smith-Miller + Hawkinson. Dans ses œuvres, les slogans sont fréquemment composés de pronoms, « vous, votre, je, nous, eux… ». Le pronom « you » renvoie souvent au rapport de force entre hommes et femmes.
La violence des images et des propos prend pour cible la société de consommation ainsi que les minorités (ethniques et sexuelles), soumises à l’autorité et aux stéréotypes sociaux. On peut rapprocher ses photomontages à l’Agit-Prop révolutionnaire, ou aux montages photographiques anti-hitlériens de John Heartfield.
Elle fait partie d’une catégorie d’artistes que l’on nomme « artistes politiques » dans le milieu des années 1980, marquées par l’industrie culturelle. Elle dit de sa démarche artistique : « Non, je ne fais pas de politique à proprement parler, je questionne le langage dans toutes ses situations… J’essaie surtout d’introduire le doute dans l’esprit du spectateur, et je lutte contre les certitudes établies telles que j’ai raison et toi t’as tort, OK ? ». « Je ne dis pas que mon art a de l’effet sur autrui, mais simplement tous les jours, à Los Angeles où je vis, mais aussi à Paris ou Londres, à la télévision et dans la rue, je vois des images et des mots qui heurtent les gens, qui les influencent. Des expressions et des opinions  toutes faites, des lieux communs, des modes. Il faut être fou pour ne pas croire au pouvoir du langage. Nous en faisons tous l’expérience quotidienne. »  

### Expositions
Elle fait sa première exposition personnelle à la galerie Mary Boone de New-York en 1987. C’est l'une des premières femmes à rentrer dans cet univers artistique jusqu’à lors exclusivement masculin. Elle souhaite pénétrer les galeries et les musées, monde masculin, et d’en détourner les conventions. Elle ne souhaite pas faire du militantisme féministe, à une époque ou la représentation artistique féminine des années 1980, s’inscrit dans un climat difficile (exposition de travaux d’artiste femme dans les galeries réservé à cet effet) (années 1970 critique Lucy Lippard)  

## Travaux

### Œuvres photomontages

#### You Are Not Yourself
- Matériaux : Photo, collage
- Taille : 182,9 × 121,9 cm
- date de l'œuvre : 1982
- Lieu de conservation ?

Cette œuvre de Barbara Kruger reflète l'état d'esprit de son travail. Il s'agit d'un collage d'une image publicitaire que l'artiste a récupérée dans un magazine féminin pour la modifier. L'image, représentant un visage féminin, est ainsi déchirée puis rassemblée de façon à étaler le visage, à le défigurer... L'image donne ainsi l'impression d'un reflet dans un miroir brisé.
À cette image Barbara Kruger ajoute un message en lettres noires rappelant la typographie utilisée dans les affiches publicitaires.
Ainsi le langage et l'image collaborent pour mettre en scène et dénoncer les manipulations des médias et de la publicité.
Barbara Kruger dénonce l'image que la publicité et la société nous renvoient de nous-mêmes, et le désir qu'elle produit de vouloir ressembler à des « modèles » préconçus, qui font de nous des clones et engendrent ainsi une perte de l'identité individuelle au profit d'une identité de masse, source de mal-être.

#### I Shop Therefore I Am
1987, 281,90 × 287 cm
I shop therefore I am est une affiche publicitaire de forme carrée. La photographie en noir et blanc est encadrée d’un liseré rouge. On y voit une main tenant une carte de visite rouge rectangulaire que l'on pourrait également assimiler à une carte de crédit, sur laquelle est inscrit un slogan en lettres blanches : I shop therefore I am (J’achète donc je suis).
Elle détourne ainsi la célèbre formule philosophique française du philosophe du XVIIe siècle René Descartes : « Je pense donc je suis ». C’est une critique violente de la société de consommation. Dans cette œuvre elle emprunte les codes de la publicité pour mieux les bousculer : nombre limité de couleur (rouge, blanc, noir, différents tons de gris), visuel simple et slogan qui accroche et interpelle l’œil du spectateur. Le slogan « j’achète donc je suis » implique que l’existence humaine se juge à son aptitude à consommer des biens et amène le spectateur à réfléchir à ce qu’il est. Pour René Descartes, c’est le fait de penser qui nous fait prendre conscience de notre existence ; Kruger, quant à elle, veut montrer qu’à notre époque c’est notre « faculté d’acheter, à consommer qui nous donne une identité »,.
On peut rapprocher cette œuvre aux collages de John Heartfield, en ce qui concerne l’utilisation qu’elle fait des méthodes de détournement de l’image,.

#### Untitled(Your body is a battleground)
date : 1989
technique : sérigraphie sur vinyle
taille : 284,48 × 284,48 cm
Aux États-Unis, l'année 1989 a été marquée par de nombreuses manifestations déclenchées par de nouvelles lois anti-avortement. Des règlements approuvés en 1973 par la Cour suprême (le cas de Roe v. Wade) en faveur de l'avortement sont remis en question. Les femmes commencent alors à protester pour leurs droits. Pour le Women's March à Washington. (1989), Barbara Kruger crée Untitled (Your Body Is a Battleground), qui soutient la liberté à la reproduction. L'artiste, toujours engagée politiquement et socialement, communique encore ici par l'affiche. 
Utilisant sa signature – une image en noir et blanc et un texte en rouge, Untitled (Your Body Is a Battleground) montre le visage d'une femme divisé le long de l'axe verticale. Le côté gauche de l'image apparaît en positif et le droit en négatif. Ce procédé suggère une version simplifiée d'une lutte intérieure entre le bien et le mal. Les implications politiques et sociales de ce travail sont évidentes. Kruger souligne aussi la franchise de son sentiment. Elle choisit une photographie frontale - un gros plan sur le visage d'une jeune femme. Son regard est dur et perçant. Ce dernier associé aux lettres rouges plaqués sur le visage s'adressent d'une manière très directe au spectateur. Le message énonce clairement l'issue du combat continu féministe. Your body is a battleground connecte le corps physique du spectateur aux conditions féminines contemporaines, lesquelles nécessitent la protestation féministe. L'esthétique graphique de Kruger et l'utilisation d'images saisissantes placent aussi ce travail au sein de postmodernisme. L'affiche ne rapproche pas uniquement la critique contemporaine mais s'élargit aussi à des questions sociales et culturelles qui sont aujourd'hui toujours actuelles,.

### Œuvre dans l'espace public

#### Imperfect Utopia
Projet en collaboration avec les architectes Smith-Miller et Laurie Hawkinson, l’artiste Barbara Kruger et l’architecte paysagiste Nicholas Quennell. Projet d’un Parc pour le Nouveau Monde, comprenant un « paysage textualisé » et un cinéma en plein air (1987-96), construit autour du North Carolina Museum of Art à Raleigh en Caroline du Nord (États-Unis).
Ce projet questionne « l'intérieur, les limites disciplinaires de l’architecture, et s’affirme comme exemplaire d’une osmose entre la démarche de l’architecte et celle de l’artiste ».
L’espace architectural se définit ici à partir de la recherche de mots. Ainsi le champ architectural est élargi à la conception paysagère, de l’art et de l’ingénierie et du langage. À l’encontre des Folies de Bernard Tschumi pour le Parc de la Villette à Paris, où l’architecture est événement, Imperfect Utopia transforme le langage en événement à inscrire dans le paysage architectural. Barbara Kruger déploie à l’intérieur d’un espace bien défini, celui de l’amphithéâtre et du cinéma en plein air, des courtes phrases émergeant du sol dont les lettres s’articulent comme les pierres d’un édifice : « To be rather than to seem » « être plutôt que paraître » ou encore « Picture this »  « Décris cela ». Dans chaque lettre, réalisée dans différents matériaux, sont inscrites d’autre phrases et citations, qui interpellent directement le spectateur. Par exemple sur la lettre P, on peut lire : « Pleased to meet you. Please read the writing on the wall. Please don’t let history repeat itself. Please live and let live. Please use only as directed. Please be all that you can be ». On a ici deux registres, celui du message (contenu) et celui de la forme dans l’espace, en particulier son échelle, qui tendent à intégrer le spectateur. « Ici Kruger “re-naturalise” l’architecture à partir du langage ».

## Livres
- Mon joli poney, texte de Stephen King (1988), Bibliothèque des Fellows du Whitney Museum of American Art
- Barbara Kruger 7 January to 28 January 1989 par Barbara Kruger, Mary Boone Gallery, 1989
- Barbara Kruger: 5 January to 26 January 1991, par Barbara Kruger, 1991
- Télécommande: Alimentation, cultures, et le monde des apparences par Barbara Kruger, 1994
- Love for Sale, par Kate Linker 1996
- Refaire l'histoire (discussions dans la culture contemporaine, no 4) de Barbara Kruger, 1998
- Thinking of You, musée d'Art Contemporain de Los Angeles, 1999
- Barbara Kruger, par Angela Vettese, 2002
- Money Talks par Barbara Kruger et Lisa Phillips, 2005
- Barbara Kruger par Barbara Kruger, Rizzoli, 2010

## Prix et distinctions
- Prix d'Art Maria Anto et Elsa von Freytag-Loringhoven (Prix d'honneur pour un artiste étranger), 2020.